# Peter Kogge
Peter Michael Kogge (* 3. Dezember 1946 in Washington, D.C.) ist ein US-amerikanischer Computer-Architekt.

## Leben
Kogge studierte an der University of Notre Dame Elektrotechnik mit dem Bachelor-Abschluss 1968 und an der Syracuse University mit dem Master-Abschluss 1970. Er wurde 1973 an der Stanford University promoviert. Von 1968 bis 1994 war er bei IBM. Seit 1994 ist er Professor an der University of Notre Dame. Von 2001 bis 2008 war er dort Associate Dean für Forschung im College of Engineering.
Während seiner Zeit bei IBM war er ab 1977 Adjunct Professor an der State University of New York in Binghamton. 1977 war er Gastprofessor an der University of Massachusetts und ab 1997 war er Gastwissenschaftler am Center for Integrated Space Microsystems des Jet Propulsion Laboratory.
In seiner Dissertation behandelte er die Lösung von Differenzengleichungen mit parallelen Algorithmen und daraus ging eine Arbeit mit Harold Stone hervor, die den Kogge-Stone-Addierer definierte. Er gilt noch heute als schnellste Implementierung der Addition in Computern.
Er entwarf bei IBM den Space Shuttle I/O Computer, der erste in der Raumfahrt eingesetzte Parallelrechner. Außerdem entwarf er den ersten Mehrkernprozessor Execube und andere fortgeschrittene Architekturen bei IBM wie RTAIS und den IBM 3838 Array Processor.
1982 veröffentlichte er das erste Buch über Pipeline-Prozessoren. An der University of Notre Dame leitete er eine DARPA-Studie für die Machbarkeit von Exascale Computing (mit 1000facher Leistung gegenwärtiger Rechner auf der Peta-Skala). Außerdem befasst er sich mit PIM-Architekturen, in denen Speicher und Recheneinheiten dicht verzahnt sind (PIM für Processing in Memory).
Er ist an mehreren Supercomputer Projekten beteiligt, die PIM verwenden, wie dem Cascade-Projekt (Cray XC 30) von Cray und dem PIM-lite-Projekt mit Jay Brockman von der University of Notre Dame.
1990 wurde er IEEE und 1993 IBM Fellow. 2012 erhielt er den Seymour Cray Award, 2015 den Computer Pioneer Award.

## Schriften
- The Architecture of Pipelined Computers. McGraw Hill, 1981.
- The Architecture of Symbolic Computers. McGraw Hill, 1991.